# Torkeltjärnarna (Ströms socken, Jämtland, 711453-146332)
Torkeltjärnarna är en sjö i Strömsunds kommun i Jämtland och ingår i Ångermanälvens huvudavrinningsområde. Sjön har en area på 0,093 kvadratkilometer och ligger 574,3 meter över havet.

## Delavrinningsområde
Torkeltjärnarna ingår i det delavrinningsområde (711486-146340) som SMHI kallar för Utloppet av Torkeltjärnarna. Medelhöjden är 591 meter över havet och ytan är 0,6 kvadratkilometer. Det finns inga avrinningsområden uppströms utan avrinningsområdet är högsta punkten. Vattendraget som avvattnar avrinningsområdet har biflödesordning 4, vilket innebär att vattnet flödar genom totalt 4 vattendrag innan det når havet efter 244 kilometer. Avrinningsområdet består mestadels av skog (84 procent). Avrinningsområdet har 0,09 kvadratkilometer vattenytor vilket ger det en sjöprocent på 15,6 procent.